# 溝上知親
溝上 知親（みぞかみ ともちか、1977年6月22日 - ）は、日本棋院東京本院所属の囲碁棋士。九段。長崎県佐世保市出身。妻は加藤啓子。緑星学園出身。

## 来歴
1985年、8歳で祖父と叔父に教えられ囲碁を覚える。翌年の佐世保市立相浦小学校3年時に少年少女囲碁大会長崎県大会準優勝で全国大会へ進出も、2回戦で敗退。勝てば今大会優勝するのちのトップ棋士山下敬吾と対戦していた。またこの大会には高尾紳路（現九段）も出場していた。翌年は同県大会で優勝し、全国大会では2回戦敗退。同年に菊池康郎の主催する緑星囲碁学園を訪問し、北海道合宿などに参加。1989年小学校6年時に、全国大会優勝を果たし東京に地縁が無かった事から、緑星囲碁学園初の内弟子となる。当時の緑星のメンバーは青木紳一・加藤充志・秋山次郎（3人共現九段）・青木喜久代（現八段）そして山下敬吾がいた。菊池師匠には「前を歩け」と助言されていた。1992年2月に院生になり、一月ごとにクラスを上げ入段試験まで進む。
1993年 入段、同年二段。1994年 三段、棋聖戦三段戦優勝。1995年 四段、棋聖戦四段戦優勝。1997年 五段。1998年 六段。1999年 棋聖戦六段戦優勝。2000年 七段。
2001年 NEC俊英トーナメント優勝、第26期棋聖戦で初のリーグ入り。
2002年 新鋭トーナメント優勝。棋聖戦リーグでは二十五世本因坊治勲・淡路修三九段に勝利するも2勝3敗で陥落。第28期名人戦最終予選で倉橋正行九段・中野泰宏八段・森田道博九段に勝利し初の名人リーグ入り。
2003年 名人戦リーグでは武宮正樹九段に勝利するもリーグ陥落。
2004年 新人王戦優勝。2005年 八段。2006年11月22日 加藤啓子と結婚。
2007年 第63期本因坊戦で彦坂直人九段・石田章九段・趙善津九段らに勝利し初のリーグ入り。
2008年 本因坊リーグでは蘇耀国八段・依田紀基九段そして張栩名人碁聖に勝利するもリーグ陥落。
2009年 第35期名人戦で小林覚九段・依田紀基九段・山下敬吾棋聖に勝利し7年ぶりのリーグ入りを果たす。
2010年 名人戦リーグで王銘琬九段・山田規三生九段・坂井秀至七段・小県真樹九段に勝利し5位で初のリーグ残留。
2011年 第36期名人戦リーグで張栩棋聖・二十五世本因坊治勲・羽根直樹九段に勝利し2年連続残留。
2012年 棋聖戦リーグ入り(11期ぶり2回目)。第37期名人戦リーグで結城聡九段・金秀俊八段・内田修平七段に勝利し3年連続リーグ残留に成功。賞金ランキングで自身初のトップ10入り（8位）。
2013年 名人戦リーグ4年連続在籍となるも1勝7敗で陥落。賞金ランキング2年連続トップ10入り（9位）。
2014年 200勝達成により九段に昇段。
日本棋院のインターネット投票ではいい男の1位に選ばれる端整な容姿で知られる。

## タイトル・棋戦優勝歴
- NEC俊英囲碁トーナメント戦　1期(16期）
- 新鋭トーナメント戦　1期（32期）
- 新人王戦　1期（29期）